# Eckhard Stratmann-Mertens
Eckhard Stratmann-Mertens (* 3. April 1948 in Oberhausen als Eckhard Stratmann) ist ein ehemaliger deutscher Politiker. Der Gymnasiallehrer war Mitglied des Bundestags für die Partei Die Grünen (1983–1985 und 1987–1990).

## Leben

### Ausbildung und Beruf
Stratmann wuchs in Mülheim an der Ruhr und Gelsenkirchen auf und machte dort 1966 das Abitur am Schalker Gymnasium (altsprachlicher Zweig). Nach seinem Grundwehrdienst studierte er von 1968 bis Januar 1976 evangelische Theologie (zunächst fünf Semester Volltheologie), Sozialwissenschaften und Geschichte an der Universität Tübingen, der Universität München und der Universität Frankfurt am Main. Nach dem Referendariat in Frankfurt lehrte er von 1977 bis zu seiner Pensionierung im Jahre 2013 Sozialwissenschaften, Geschichte und evangelische Religion, zuletzt auch Praktische Philosophie am Albert-Einstein-Gymnasium Bochum und nach dessen Fusion mit dem Gymnasium am Ostring am Neuen Gymnasium Bochum.
1991 gründete Stratmann-Mertens mit Wissenschaftlern und Unterstützern das Ökoregio-Institut für ökologische Wirtschafts- und Regionalentwicklung, Bochum; seit 1994 Weiterführung als Ökoregio-Büro für ökologische Wirtschafts- und Regionalentwicklung, Bochum. Von 2008 bis 2015 war Stratmann-Mertens ehrenamtlich in der Ambulanten Hospizarbeit Bochum tätig. Im Jahr 2013 trat er als Lehrer in den Ruhestand und begann als Gasthörer ein Studium der Philosophie an der Ruhr-Universität Bochum. Er lebt in Bochum-Querenburg.
1990 heiratete Stratmann Mechthild Mertens († 2016) und nahm den Namen Stratmann-Mertens an; aus der Verbindung ging eine Tochter hervor.

### Politik

#### Sozialistisches Büro/Offenbach
Von 1977 bis 1984 war Stratmann Mitglied im Sozialistischen Büro/Offenbach. Dort engagierte er sich bei der Mobilisierung für das 3. Russell-Tribunal zur Situation der Menschenrechte in der Bundesrepublik Deutschland im Frühjahr 1978 in Frankfurt am Main. Er initiierte eine Arbeitsgruppe Alternative Ruhrgebietspolitik, deren Ansätze er später bei den Grünen fortführte.

#### Partei: Die Grünen
1979/80 gehörte Stratmann zu den Gründungsmitgliedern der Grünen und war Mitglied des ersten Landesvorstands der Grünen NRW. Er wurde bei der Bundestagswahl 1983 – damals noch unter dem Namen Eckhard Stratmann – über die Landesliste in den Bundestag gewählt. Er war der erste grüne Abgeordnete, der vor dem Bundestag sprach. In einer persönlichen Erklärung zur Abstimmung des Bundestages über die Stationierung der US-Mittelstreckenraketen in der Bundesrepublik Deutschland am 22. November 1983 kündigte Stratmann an: „Ich sage betont: Ich werde noch in dieser Woche den Wehrdienst aus politischen Gründen verweigern.“ Die Anerkennung als Kriegsdienstverweigerer erfolgte erst im Januar 1992 in dritter Instanz durch das Verwaltungsgericht Gelsenkirchen.
Dem Bundestag gehörte Stratmann von 1983 bis 1985 an, als er im Zuge der Abgeordnetenrotation sein Mandat niederlegte. Danach gehörte er wieder von 1987 bis 1990 dem Bundestag an. Stratmann-Mertens, wie er nach seiner Heirat im April 1990 hieß, war in beiden Legislaturperioden wirtschafts- und energiepolitischer Sprecher der Bundestagsfraktion und jeweils Mitglied im Wirtschaftsausschuss des Bundestags. Im Jahr 1990 war er auch als stellvertretendes Mitglied aktiv im Ausschuss Deutsche Einheit. Er gehörte zu den wenigen Grünen, die nach der Maueröffnung im November 1989 die Wiedervereinigung der beiden deutschen Staaten begrüßten, wenn auch in Kritik an der Methode der dann folgenden Übernahme der DDR in die BRD.
Schwerpunkte seiner politischen Tätigkeit als Abgeordneter waren Initiativen zur Ökologisierung und Demokratisierung der Wirtschaft. Stratmann engagierte sich stark für die Solidarität der Grünen mit dem Widerstand der Stahlbelegschaften im Ruhrgebiet gegen die Standortschließung bei Krupp-Rheinhausen und Thyssen-Henrichshütte Hattingen in den 1980er Jahren. Er organisierte dazu „Stahlforen“ in Bonn (1983 und 1987) mit Betriebsräten und IG-Metall-Vertrauensleuten der bundesdeutschen Stahlstandorte. Die Öffnung der Grünen zu den Gewerkschaften und umgekehrt war ihm ein Herzensanliegen. Er war mit-federführend beteiligt an der Erarbeitung des umfassenden Programms der Grünen „Umbau der Industriegesellschaft“ (beschlossen im September 1986) sowie an dem „Umbauprogramm für eine Ökoregion Ruhrgebiet“ (beschlossen im August 1989). Er arbeitete mit-verantwortlich mit an dem „Konzept der Bundestagsfraktion für eine grüne Außenwirtschaftspolitik“. Als energiepolitischer Sprecher der Bundestagsfraktion war er verantwortlich beteiligt an der Entwicklung des technisch und energiewirtschaftlich abgesicherten „Sofort-Programms für den Ausstieg aus der Atomenergie“ sowie an der Herausgabe von „Das Grüne Energiewende-Szenario 2010. Sonne, Wind und Wasser“. Der grundlegendste Beitrag bestand wohl in der Initiierung eines Gesetzentwurfs der Grünen Bundestagsfraktion als Alternative zum Stabilitäts- und Wachstumsgesetz von 1967. Dieser Entwurf eines „Gesetzes für eine ökologisch-soziale Wirtschaft“ (Juli 1990) verabschiedet sich von dem Ziel stetigen Wirtschaftswachstums und schlägt einen neuen Zielkatalog für die Wirtschaftspolitik vor („ökologisch-soziales Fünfeck“), unter anderem ökologisches Gleichgewicht statt stetiges Wachstum.
Nachdem sich Stratmann-Mertens und andere Kriegsgegner mit der Forderung nach einem sofortigen Stopp des NATO-Bombardements im Kosovokrieg auf dem Sonderparteitag in Bielefeld 1999 nicht durchsetzen konnten, erklärte er noch auf dem Parteitag zusammen mit anderen Mitgliedern seinen Austritt aus der Partei. Seitdem ist er parteilos.

#### Bürgerinitiative und Attac
Von 1995 bis 2011 war Stratmann-Mertens Sprecher der Bürgerinitiative Bochum gegen die Bundesautobahn 44 „DüBoDo“ (Düsseldorf–Bochum–Dortmund). Die Bürgerinitiative konnte fünfzehn Jahre lang mit öffentlichkeitswirksamen Aktivitäten den Bau verhindern bis zur Ablehnung ihrer Klage vor dem Bundesverwaltungsgericht in Leipzig im Juni 2010.
Seit 2001 engagierte er sich als Mitglied von Attac, u. a. mit dem Ziel die Wachstumskritik mit der Kritik an der Globalisierung zu verknüpfen. Er war von 2002 bis 2004 Koordinator der bundesweiten AG Alternative Weltwirtschaftsordnung und trug mit der AG zum bundesweiten Diskussionsprozess innerhalb von Attac bei. Er war an der Vorbereitung des Kongresses „Jenseits des Wachstums ?!“ beteiligt, den Attac mit mehreren Kooperationspartnern und mit gut 2.500 Teilnehmern im Mai 2011 an der TU Berlin durchführte, beteiligt und hatte eigene Beiträge (u. a. Forum: Muss der Kapitalismus wachsen?) auf dem Kongress.
2016 verließ er Attac wegen unüberbrückbarer Differenzen über einen kritischen Essay von ihm zur Migrations- und Flüchtlingspolitik. Er widersprach darin der in der Linken und bei Attac verbreiteten Position der Offenen Grenzen (No borders) und warnte vor einer unbegrenzten Zuwanderung und einer absehbar misslingenden Integration eines Großteils der Zuwanderer.
Seit 2015 widmete sich Stratmann-Mertens der Arbeit am Thema Migrations- und Flüchtlingspolitik mit Kritik an der herrschenden Politik. Er ist mit mehreren Beiträgen zu dieser Thematik Autor bei dem Online-Magazin Globkult.

## Veröffentlichungen (Auswahl)
Autor
- Eckhard Stratmann-Mertens: Wir sind ein Volk – auf der Suche nach Identität. Jenseits von völkischem Nationalismus und der Doktrin vom Einwanderungsland Deutschland. Verlag tredition, Hamburg 2021, ISBN 978-3-347-35042-7 (398 Seiten).

### Herausgeberschaften
- Frank Beckenbach, Jo Müller, Reinhard Pfriem, Eckhard Stratmann (Hrsg.): Grüne Wirtschaftspolitik – Machbare Utopien. Verlag Kiepenheuer & Witsch, Köln 1985, ISBN 978-3-462-01705-2.
- Eckhard Stratmann-Mertens, Rudolf Hickel, Jan Priewe (Hrsg.): Wachstum – Abschied von einem Dogma. Kontroverse über eine ökologisch-soziale Wirtschaftspolitik. Verlag S. Fischer, Frankfurt am Main 1991, ISBN 978-3-10-031408-6.
- mit Norbert Roske (Hrsg.): Neuaufbau ohne Vorbild. Alternativen für den ökonomischen Aufbau und Ecksteine für den ökologischen Umbau in den Neuen Bundesländern (eine Studie des Ökoregio-Instituts). Klartext Verlag, Essen 1992, ISBN 978-3-88474-030-9.
- Adelheid Biesecker, Martin Büscher, Thomas Sauer, Eckhard Stratmann-Mertens (Hrsg.): Alternative Weltwirtschaftsordnung. Perspektiven nach Cancún. VSA-Verlag, Hamburg 2004, ISBN 978-3-89965-063-1.

### Fachbeiträge und Essays
- Made in Germany – Vom Weltmarkt zum Binnenmarkt. In: Frank Beckenbach, Jo Müller, Reinhard Pfriem, Eckhard Stratmann (Hrsg.): Grüne Wirtschaftspolitik – Machbare Utopien. Kiepenheuer & Witsch, Köln 1985, S. 327–349.
- Für eine demokratische Wirtschaft. Ota Siks Dritter Weg – ein Wegweiser für die Grünen. In: Kommune, Nr. 1–2/1986, S. 65ff.;
– in gekürzter Form in: taz, 10. Februar 1986, S. 11.
- Ökologisierung und Demokratisierung der Unternehmensverfassung – Plädoyer für eine Gesetzesinitiative. In: Memo-Forum. Zirkular der Arbeitsgruppe Alternative Wirtschaftspolitik Nr. 17, Bremen, Mai 1991, S. 2–23.
- Rahmenplanung in einer ökologisch-sozialen Wirtschaft. In: Eckhard Stratmann-Mertens, Rudolf Hickel, Jan Priewe (Hrsg.): Wachstum – Abschied von einem Dogma. Kontroverse über eine ökologisch-soziale Wirtschaftspolitik. S. Fischer, Frankfurt 1991, S. 177–200.
- mit Wolfgang Bayer: Vom magischen Viereck zum ökologisch-sozialen Fünfeck. Alternativen zum Stabilitäts- und Wachstumsgesetz. In: Blätter für deutsche und internationale Politik, 8/91 (August 1991), S. 971–978.
- Solidarität in der Einen Welt und nachhaltige Entwicklung. In: F. Hengsbach, M. Möhring-Hesse (Hrsg.): Eure Armut kotzt uns an! Solidarität in der Krise. Fischer, Frankfurt am Main 1995, ISBN 978-3-596-12945-4, S. 190–205.
- Entglobalisierung – Abschied vom Wachstum. Kritik der neokeynesianischen Globalisierung. In: Adelheid Biesecker, Martin Büscher, Thomas Sauer, Eckhard Stratmann-Mertens (Hrsg.): Alternative Weltwirtschaftsordnung. Perspektiven nach Cancún. VSA-Verlag, Hamburg 2004, S. 37–52.
- Schrumpfung statt Wachstum. Übergang zu einer Gleichgewichtsökonomie. In: Werner Rätz, Tanja von Egan-Krieger und anderen (Hrsg.): Ausgewachsen! Ökologische Gerechtigkeit. Soziale Rechte. Gutes Leben. Ein Projekt von Attac. VSA-Verlag, Hamburg 2011, S. 130–140.
- Wider die Doktrin von Deutschland als Einwanderungsland. Eine Erwiderung auf Daniel Cohn-Bendit, Claus Leggewie sowie Albrecht von Lucke in der Oktober-Ausgabe der „Blätter“, gekürzt abgedruckt mit dem Titel Flüchtlingsdebatte: Das Unbehagen wächst. In: Blätter für deutsche und internationale Politik, 11/2015, S. 25–29.
- Eckhard Stratmann-Mertens: Fachkräfteeinwanderungsgesetz: Im Fetischdreieck Wohlstand – Wachstum – Einwanderung. In: GlobKult Magazin, 6. Juli 2019.
- Fortschritt à la Ampel: Missbrauch des Asylrechts für Einwanderung und Verramschung des Staatsbürgerschaftsrechts (Dez. 2021)